# Atjeh (llengua)
L'atjeh, o l'axinès (en la llengua pròpia acèh), és una llengua malaiopolinèsia parlada pels nadius d'Aceh, Sumatra, Indonèsia. Aquesta llengua també és parlada en algunes parts de Malàisia pels atjehs que hi viuen, com els de Yan, a Kedah.

## Classificació i llengües relacionades

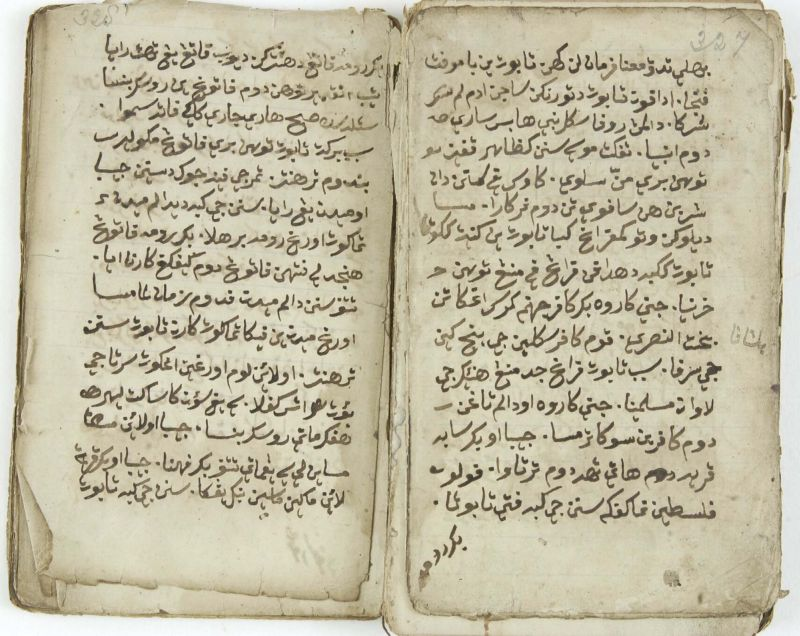
Hikayat Prang Sabi

L'atjeh pertany a la branca malaiopolinèsia de la família de llengües austronèsies. Els parents més propers són el txam, el malai, el minangkabau, el gayo i el batak.

## Fonologia

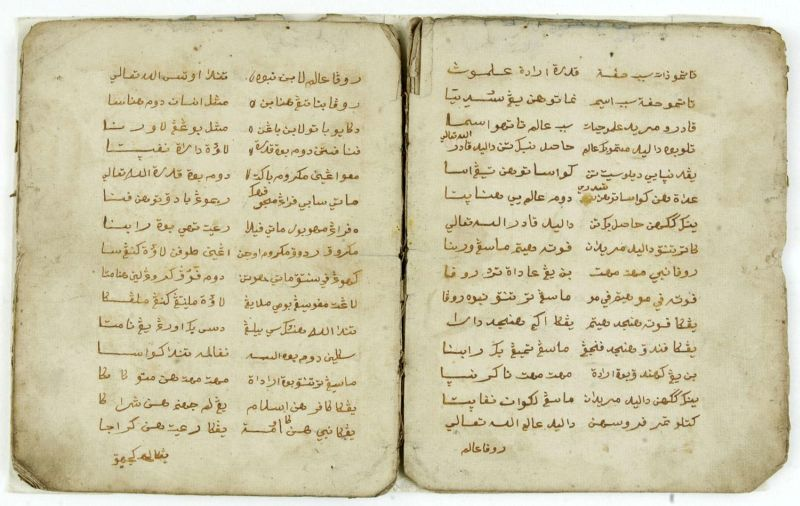
Hikayat Akhbarul Karim

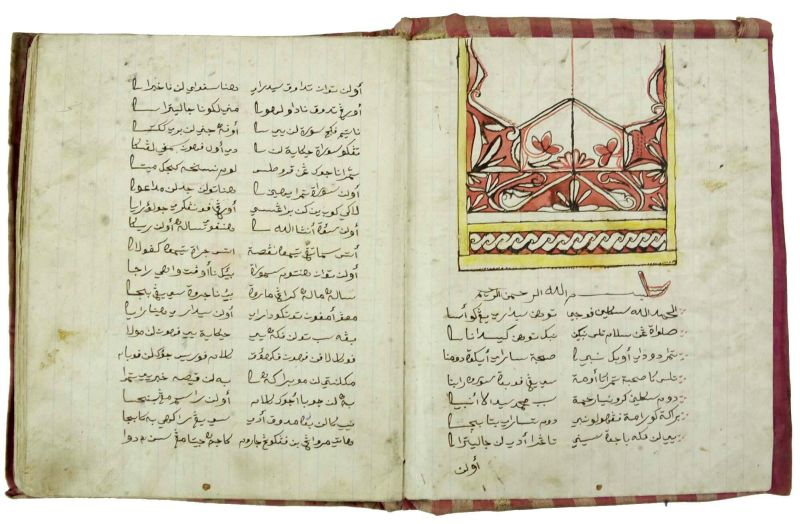
Hikayat Banta Beuransah

Els següents són fonemes de l'atjeh.
|             | Anterior | Anterior | Central | Central | Posterior | Posterior |
| oral        | nasal    | oral     | nasal   | oral    | nasal     |           |
| ----------- | -------- | -------- | ------- | ------- | --------- | --------- |
| Tancada     | i        | ĩ        | ɨ       | ɨ̃       | u         | ũ         |
| Semitancada | e        | ɛ̃        | ə       | ʌ̃       | o         | ɔ̃         |
| Semioberta  | ɛ        | ɛ̃        | ʌ       | ʌ̃       | ɔ         | ɔ̃         |
| Oberta      |          |          | a       | ã       |           |           |

Les vocals es troben principalment en parelles orals/nasals, encara que només hi ha tres vocals mitjanes nasalitzades, mentre que hi ha el doble de vocals mitjanes orals. /ʌ/ no és estrictament central, encara que, per raons estètiques, és mostrada com a tal aquí. De la mateixa manera, /ɨ/ també es representa com una [ɯ] més gruixuda. A més de les anteriors vocals monoftongals, l'atjeh també té 5 diftongs orals, cadascun amb un equivalent nasal:
- /iə ɨə uə ɛə ɔə/
- /ĩə ɨ̃ə ũə ɛ̃ə ɔ̃ə/

|            | Bilabial | Alveolar | Palatal | Velar | Glotal |
| ---------- | -------- | -------- | ------- | ----- | ------ |
| Nasal      | m        | n        | ɲ       | ŋ     |        |
| Oclusiva   | p b      | t d      | c ɟ     | k g   | ʔ      |
| Fricativa  |          | s        | ʃ       |       | h      |
| Aproximant | w        | l        | j       |       |        |
| Vibrant    |          | r        |         |       |        |

/s/ és una laminal alveodental. /ʃ/ és tècnicament postalveolar encara que es troba a la columna palatal, per raons estètiques.

## Escriptura
Antigament, l'atjeh s'escrivia utilitzant l'alfabet àrab anomenat Jawoë o Jawi en malai. Actualment aquest alfabet és escassament utilitzat, i en el seu lloc, l'atjeh fa servir l'alfabet llatí, amb algunes lletres addicionals (é, è, ë, ö i ô).

## Dialectes
Fins al moment no hi ha hagut cap investigació completa dels dialectes de l'atjeh. No obstant això, se'n coneixen un mínim de 10 dialectes: pasè, peusangan, matang, pidië, buëng, banda, daya, meulabôh, seunagan i tunong.
Entre aquests 10 dialectes, els més diferents respecte a la resta de dialectes són el buëng, el banda, i el daya. Si es realitzés un estudi complet, possiblement es podrien classificar com a llengües diferents.